# سوارگا

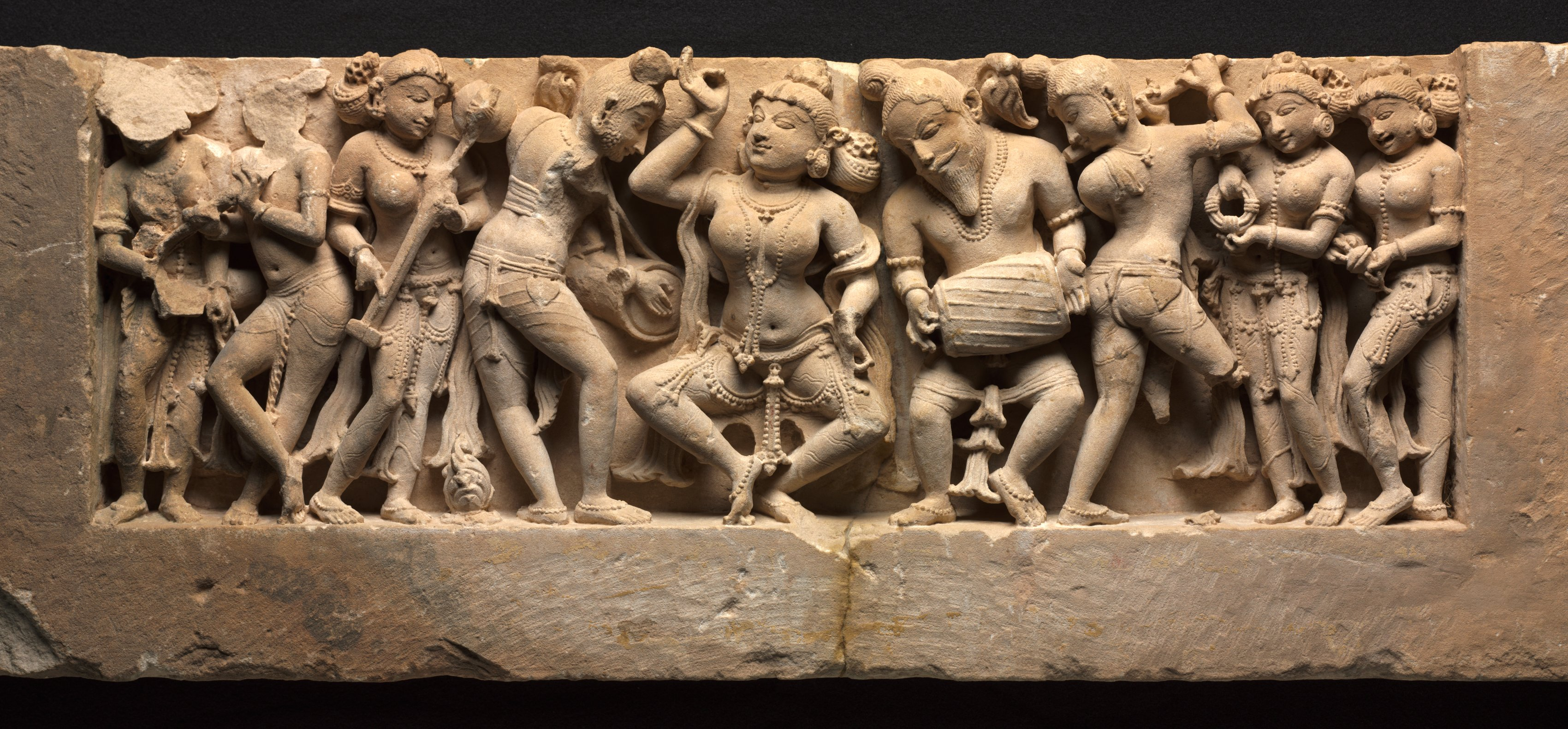
فریز گندارواها و آپساراها، ساکنان سوارگا

سوارگا، سوارگالوکا یا سورگام (سانسکریت: स्वर्गं، آوانگاری: Svargaṁ، ت. «سرای نور») سوارگا اقامتگاه آسمانی دیوها در آیین هندویسم است. سوارگا یکی از هفت لوکا (صفحه باطنی) در جهان بینی هندو است. که اغلب به عنوان بهشت ترجمه می‌شود اگرچه معادل بهشت در ادین‌های ایراهیمی نیست.

## کوه اسطوره‌ای مرو
سوارگا مجموعه‌ای از جهان‌های آسمانی است که بر روی کوه مرو قرار دارد. ایندرا پادشاه دیوها، فرمانروای سوارگا است که با همسرش ایندرانی بر آن حکومت می‌کند. او قصری در اقامتگاه روی این کوه به نام وایجایانتا دارد.

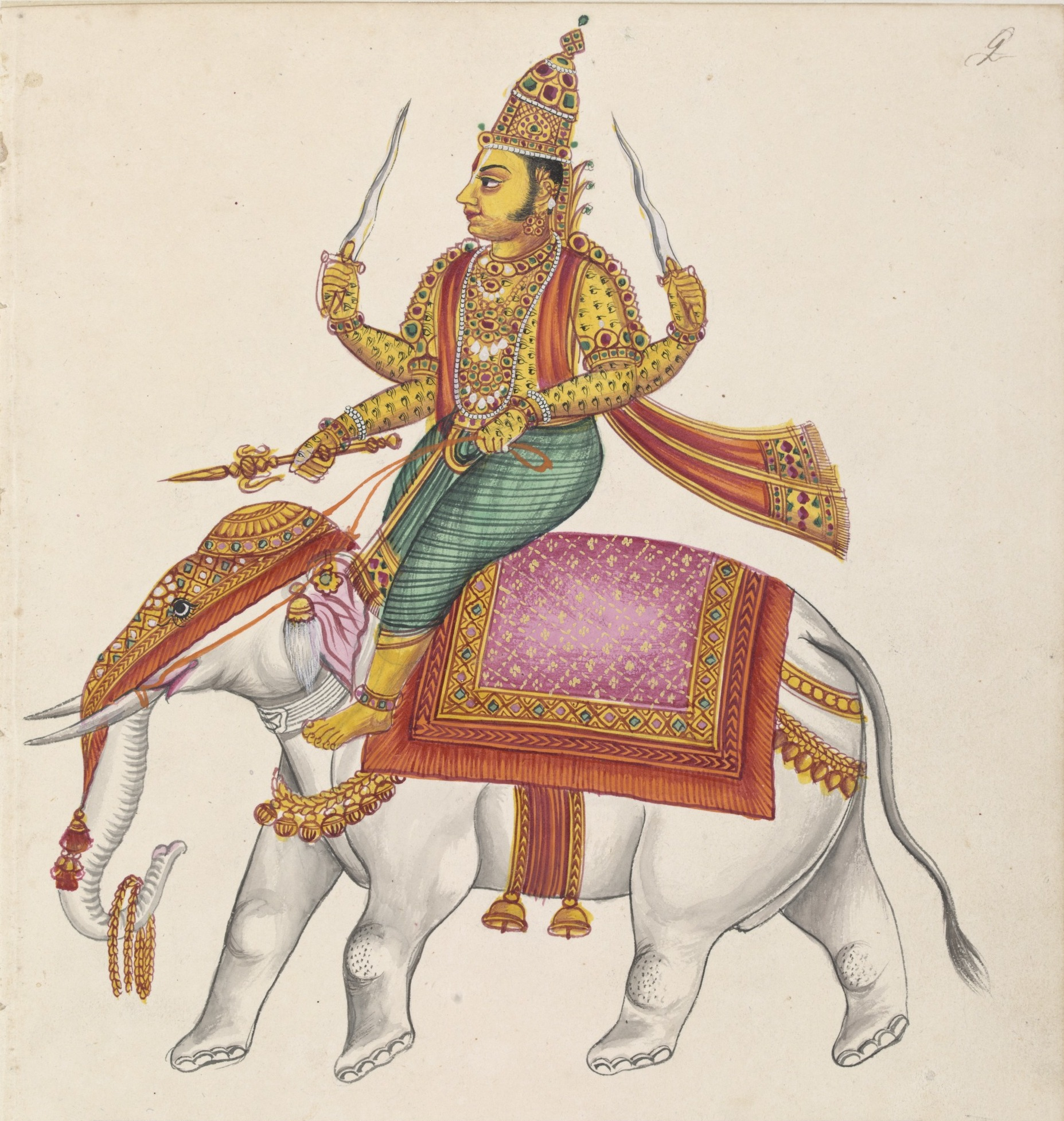
نقاشی ایندرا، فرمانروای سوارگا، بر روی ایراواتا

این کاخ تالار معروف، سودرما را در خود جای داده‌است که در میان تمام دربارهای دیگر بی رقیب است. پایتخت یا مرکز سوارگا آمارواتی است و ورودی آن توسط فیل افسانه ای، ایراواتا محافظت می‌شود. سوارگا به عنوان منزل گاه کامادنو، و پاریجاتا، درختی که همه آرزوها را برآورده می‌کند است.
در اساطوره‌های هندو، تسلط دیوها بر سوارگا اغلب عامل اصلی اختلاف آنها با رقبای خود، آسوراها است. که باعث می‌شده بین آن‌ها جنگ ابدی در بگیرد. در یکی از این افسانه‌ها، پادشاه آسورایی یا به اوستایی اهوراها، هیرانیاکاشیپو است که سوارگا را برای خود غصب می‌کند. ویشنو، اغلب برای بازگرداندن شرایط به حالت عادی مداخله می‌کند. او گاهی اوقات آواتاری مانند ناراسیما را برای شکست دادن پادشاه آسورا در نظر می‌گیرد و ایندرا و دیوها را به جایشان بازمی‌گرداند. در طی هر پرالایا (انحلال بزرگ)، سه قلمرو اول، بولوکا، بووارلوکا و سوارگا نابود می‌شوند. در هندوئیسم معاصر، خود سوارگا اغلب به جایگاه یک بهشت پایین تنزل می‌یابد، آسمانی که از نظر روحی و جسمی در زیر وایکونتا و کایلاشا، سکونتگاه‌های آسمانی ویشنو و شیوا قرار دارد.